# Friedrich Anton Wilhelm Miquel
Friedrich Anton Wilhelm Miquel (Neuenhaus, 24 d'octubre del 1811 – Utrecht, 23 de gener del 1871) va ser un botànic neerlandès.

## Biografia
Es doctorà en medicina a la universitat de Groningen el 1833. Dirigí els jardins botànics de Rotterdam (1835–1846), Amsterdam (1846–1859) i Utrecht (1859–1871). El 1846 començà a treballar com a professor de botànica a la universitat d'Amsterdam, d'on el 1859 passà a la universitat d'Utrecht, i gestionà el Rijksherbarium de Leiden a partir del 1862.
Es dedicà a la taxonomia vegetal, especialment de les colònies holandeses de l'època. Malgrat que mai no viatjà a ultramar, acumulà una gran col·lecció de flora australiana i de les Índies Holandeses Orientals gràcies a un extens seguit de corresponsals. Fou autor de les descripcions d'un gran nombre de famílies de plantes australianes i indonèsies, incloent-hi Casuarinaceae, Myrtaceae, Piperaceae i Polygonaceae, amb 7000 noms nous.

## Obres
- Genera Cactearum Rotterdam, 1839 «Enllaç». Arxivat de l'original el 2021-08-14. [Consulta: 23 gener 2008].
- Monographia Cycadearum Utrecht, 1842
- Systema Piperacearum Rotterdam,1843-1844
- Illustrationes Piperacearum Bonn, 1847
- Cycadeae quaedam Americanae, partim novae Amsterdam, 1851
- Flora Indiae batavae Amsterdam, 1855-1859
- De Palmis Archipelagi Indici observationes novae Amsterdam, 1868.
- Annales Museum Botanicum Lugduno-Batavi, Amsterdam, 1863-1869.[2] És un llibre de botànica en quatre volums editats a Amsterdam en el període 1863-1869.